# Dugo Selo Lasinjsko
Dugo Selo Lasinjsko est une localité de Croatie située dans la municipalité de Gvozd, comitat de Sisak-Moslavina. Au recensement de 2011, elle comptait 46 habitants.